# Маргішвілі Казбек Володимирович
Казбек Володимирович Маргішвілі (рос. Казбек Владимирович Маргишвили; нар. 1928, Тбілісі, ГРСР — пом. 1958) — радянський футболіст, нападник.

## Життєпис
У 1949 році виступав у першоліговим кишинівським «Зімбру».
У 1951 році перейшов у вищолігове київське «Динамо». Дебютував у футболці киян 22 серпня 1951 року в переможному (2:0) виїзному поєдинку 23-о туру Класу «А» проти ризької «Даугави». Казбек вийшов у стартовому складі та відіграв увесь матч. У складі команди провів 5 поєдинків у чемпіонаті СРСР та 1 матч у кубку СРСР. Ще 3 поєдинки зіграв у першості дублерів.
У 1953 році опинився в складі клубу «Металург» (Дніпропетровськ). Дніпровська команда після 4-річної перерви отримала місце в класі «Б» і в зв'язку з цим зміцнювала склад. Після закінчення сезону покинув команду. У футболці «металургів» відзначився 2-а голами. Також провів 1 поєдинок у кубку СРСР. Того ж року захищав кольори аматорського дніпропетровського клубу «Машинобудівник».
У 1955 році провів 2 гри за «Нафтовик» (Краснодар). Після цього за команди майстрів не виступав. У 1957 році виступав в аматорському клубі ТТУ (Тбілісі). Загинув у 1958 році.